# 戴達
戴達（1463年—？），字景伊，直隸鳳陽府宿州靈璧縣人，民籍，明朝政治人物。

## 生平
成化十九年（1483年）癸卯科應天府鄉試第一百九名舉人。弘治九年（1496年）中式丙辰科會試第七十五名，二甲第九十一名進士。官至南京户部郎中，奉差福建时，侵克官银，正德七年（1512年）六月黜为民。

## 家族
曾祖戴顯；祖父戴士能；父戴敏，遇例冠帶。前母田氏；母程氏。具庆下。